# Лакос
Ла̀кос или с редукция Лакус (на гръцки: Λάκκος) е бивше село в Егейска Македония, на територията на дем Сяр, Гърция.

## География
Намира се на 7 километра северно от град Сяр в полите на планината Шарлия (Врондос) и Сминица (Меникио). От мощен карстов извор над селото води началото си къс, но пълноводен приток на Серовица – Янѝна, край който в миналото има много воденици.

## История

### Етимология
Според българския лингвист Йордан Н. Иванов името е гръцкото λάκκος, ров.

### В Османската империя
През средновековието селото се намирало на 3 km северно от Сяр и се наричало Велище, разрушено от турците. Останала само църквата „Свети Никола“, просъществувала до 1918 година.
Селото се споменава в османски документ от втората половина на XV и началото на XVI век под днешното си име Лакос с 28 регистрирани лица, глави на домакинства.
През XIX век Лакос е малко чисто българско село, числиящо се към Сярската кааза. Църквата „Свети Димитър“ е издигната и изписана в 1867 година. Лакос е чифлик на манастира „Свети Йоан Предтеча“. Населението се препитава със скотовъдство, малко земеделие и производство на вар. Според „Етнография на вилаетите Адрианопол, Монастир и Салоника“, издадена в Константинопол в 1878 година и отразяваща статистиката на населението от 1873, Лакос (Lakos) има 41 домакинства със 160 жители българи.
В 1889 година Стефан Веркович („Топографическо-этнографическій очеркъ Македоніи“) пише за Лакос:
| „ | На половин час на север от манастира се намира село Лакос с 1 църква. Около него има много пещери, в една от тях е живял Св. Йоан, ктиторът на споменатия манастир и затова тя носи името Ктиторова пещера. Жителите са българи, занимават се със земеделие; отдалечено е от града на 2 часа. | “ |

В статистическите си таблици Веркович отбелязва Лакос като село с 41 български къщи. В 1891 година Георги Стрезов определя селото като част от Баницакол и пише:
| „ | Лакос, малко селце на С от манастира 1/4 час. Понеже мястото е каменисто и няма земя за оран, жителите се разпръсват по ближните села за работа; повечето са бедни дървари. Църкуват се в манастира; училище няма; 25 къщи със 175 д. жит. българе. | “ |

Според статистиката на Васил Кънчов („Македония. Етнография и статистика“) в 1900 година селото има 400 жители българи християни.
Жителите на селото се занимават със скотовъдство и малко земеделие – отглеждат се хубави маслини. Около Лакос има няколко пещи за вар, които задоволяват нуждите на Сяр.
След Илинденското въстание в 1904 година цялото село минава под върховенството на Българската екзархия. По данни на секретаря на Екзархията Димитър Мишев („La Macédoine et sa Population Chrétienne“) в 1905 година християнското население на Лакос се състои от 520 жители българи екзархисти. В селото функционира 1 българско начално училище с 1 учител.
При избухването на Балканската война в 1912 година двама души от Лакос са доброволци в Македоно-одринското опълчение.

### В Гърция
През войната селото е освободено от българската армия, но през Междусъюзническата война в 1913 година селото е разорено и опожарено от гръцката армия. 70 семейства се изселват в България. Останалите се пръсват из близките села и в Сяр, а селото е заличено от картата. Наследници на бежанци от село Лакос днес живеят в Гоце Делчев и района, Пазарджишко, Пловдив, Асеновград, Хасково.

## Личности
Родени в Лакос
- Георги Великов (1887 – ?), македоно-одрински опълченец, Струмишката чета, 3 рота на 15 щипска дружина[14]
- Иван Василев (1892 – ?), македоно-одрински опълченец, четата на Таско Спасов, 15 щипска дружина[15]
- Коста Кукето (1849 – 1896), български революционер
- Павел Стоянов, доброволец в четата на Иван Атанасов – Инджето през Сръбско-българската война в 1885 година[16]
- Яков Гераков (Ιάκωβος Γεράκης), използвал псевдонима Оринос (Ορεινός), гръцки андарт, баща на политика Петрос Якову, името му носи улица в Сяр[17]

Свързани с Лакос
- Петрос Якову (Πέτρος Ιακώβου), гръцки юрист и политик